# Campeonato Europeo de Duatlón de Media Distancia
El Campeonato Europeo de Duatlón de Media Distancia es una competición europea de duatlón de media distancia organizada por la Unión Europea de Triatlón (ETU) desde el año 2017.
Anteriormente la ETU organizaba un Campeonato Europeo de Duatlón de Larga Distancia, que se realizó en cinco ocasiones entre los años 2012 y 2016.

## Ediciones
| N.º | Año  | Sede         | País      |
| --- | ---- | ------------ | --------- |
| I   | 2017 | Sankt Wendel | Alemania  |
| II  | 2018 | Vejle        | Dinamarca |
| III | 2019 | Viborg       | Dinamarca |
| IV  | 2022 | Alsdorf      | Alemania  |
| V   | 2024 | Alsdorf      | Alemania  |

## Palmarés

### Masculino
| N.º | Año  | Sede                       | Oro                               | Plata                             | Bronce                      |
| --- | ---- | -------------------------- | --------------------------------- | --------------------------------- | --------------------------- |
| I   | 2017 | Sankt Wendel · ( Alemania) | Felix Köhler · Alemania           | Søren Bystrup Dinamarca           | Benjamin Choquert Francia   |
| II  | 2018 | Vejle ( Dinamarca)         | Søren Bystrup Dinamarca           | Felix Köhler · Alemania           | Simon Jørn Hansen Dinamarca |
| III | 2019 | Viborg ( Dinamarca)        | Daan de Groot · Países Bajos      | Jan Petralia · Bélgica            | Gonzalo Fuentes · España    |
| IV  | 2022 | Alsdorf · ( Alemania)      | Kenneth Vandendriessche · Bélgica | Lars van der Knaap · Países Bajos | Simon Huckestein · Alemania |
| V   | 2024 | Alsdorf · ( Alemania)      | Simon Jørn Hansen Dinamarca       | Ondrej Kubo · Eslovaquia          | Emile Blondel Francia       |

### Femenino
| N.º | Año  | Sede                       | Oro                            | Plata                       | Bronce                          |
| --- | ---- | -------------------------- | ------------------------------ | --------------------------- | ------------------------------- |
| I   | 2017 | Sankt Wendel · ( Alemania) | Emma Pooley Reino Unido        | Laura Zimmermann · Alemania | Sandrina Illes · Austria        |
| II  | 2018 | Vejle ( Dinamarca)         | Sandrina Illes · Austria       | Melanie Maurer · Suiza      | Marina van Dijk · Países Bajos  |
| III | 2019 | Viborg ( Dinamarca)        | Petra Eggenschwiler · Suiza    | Melanie Maurer · Suiza      | Alice Hector Reino Unido        |
| IV  | 2022 | Alsdorf · ( Alemania)      | Diede Diederiks · Países Bajos | Melanie Maurer · Suiza      | Marieke Brouwers · Países Bajos |
| V   | 2024 | Alsdorf · ( Alemania)      | Melanie Maurer · Suiza         | Merle Brunnée · Alemania    | Olivia Keiser · Suiza           |

## Medallero
- Actualizado hasta Alsdorf 2024 (prueba élite individual).[1]

| Núm. | País         | Oro | Plata | Bronce | Total |
| ---- | ------------ | --- | ----- | ------ | ----- |
| 1    | Suiza        | 2   | 3     | 1      | 5     |
| 2    | Países Bajos | 2   | 1     | 2      | 5     |
| 3    | Dinamarca    | 2   | 1     | 1      | 4     |
| 4    | Alemania     | 1   | 3     | 1      | 5     |
| 5    | Bélgica      | 1   | 1     | 0      | 2     |
| 6    | Austria      | 1   | 0     | 1      | 2     |
| 6    | Reino Unido  | 1   | 0     | 1      | 2     |
| 8    | Francia      | 0   | 0     | 2      | 2     |
| 9    | Eslovaquia   | 0   | 1     | 0      | 1     |
| 10   | España       | 0   | 0     | 1      | 1     |
|      | TOTAL        | 10  | 10    | 10     | 30    |